# Киселёв (Черновицкая область)
Киселёв (укр. Киселів) — село в Веренчанской сельской общине Черновицкого района Черновицкой области Украины.
До 2020 года входило в Кицманский район
Население по переписи 2001 года составляло 2873 человека. Почтовый индекс — 59310. Телефонный код — 3736. Код КОАТУУ — 7322584001.

## Уроженцы
- Элиезер Лотар Бикель (1902—1951) — немецкий и румынский философ и учёный-медик.